# Kompleksowy zespół bólu regionalnego

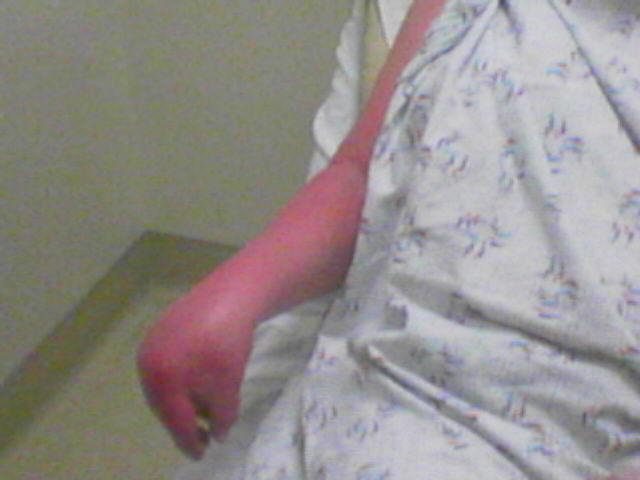
Zespół CRPS prawej kończyny górnej.

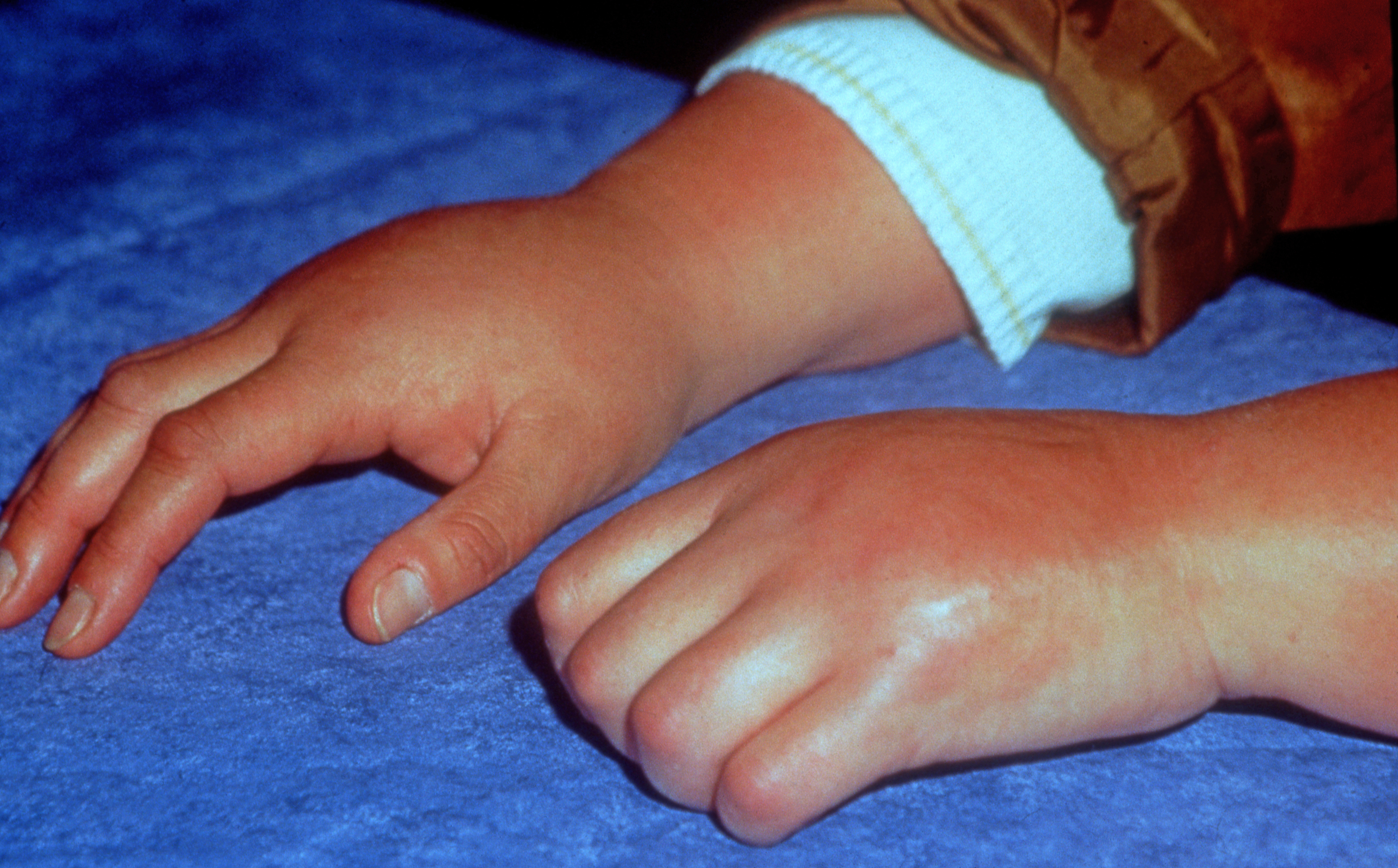
Zespół CRPS lewej kończyny górnej.

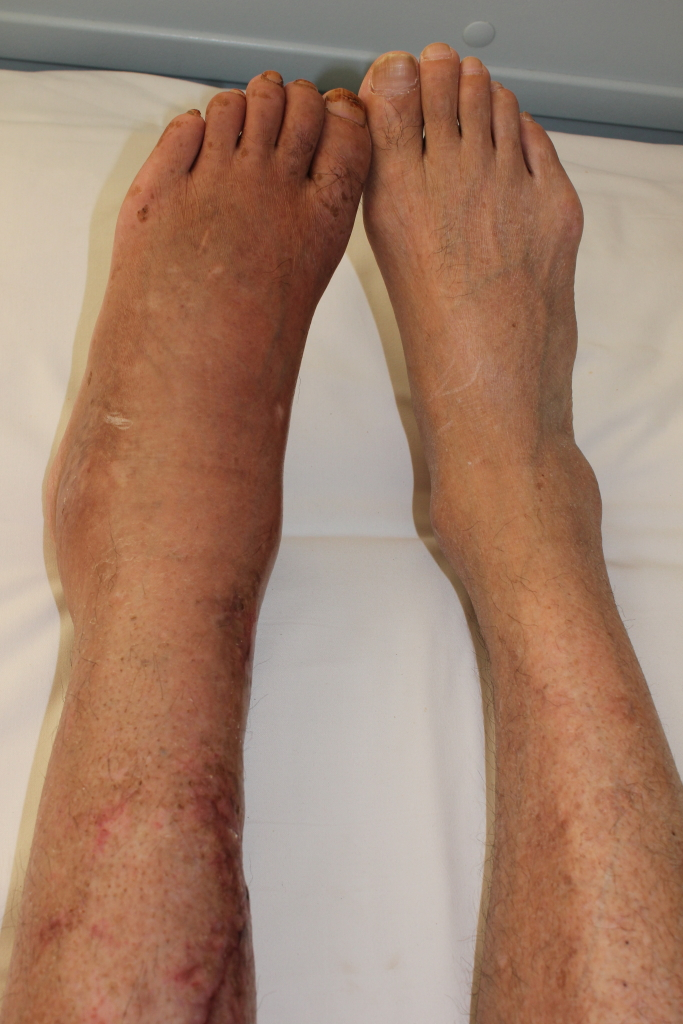
Zespół CRPS lewej kończyny dolnej.

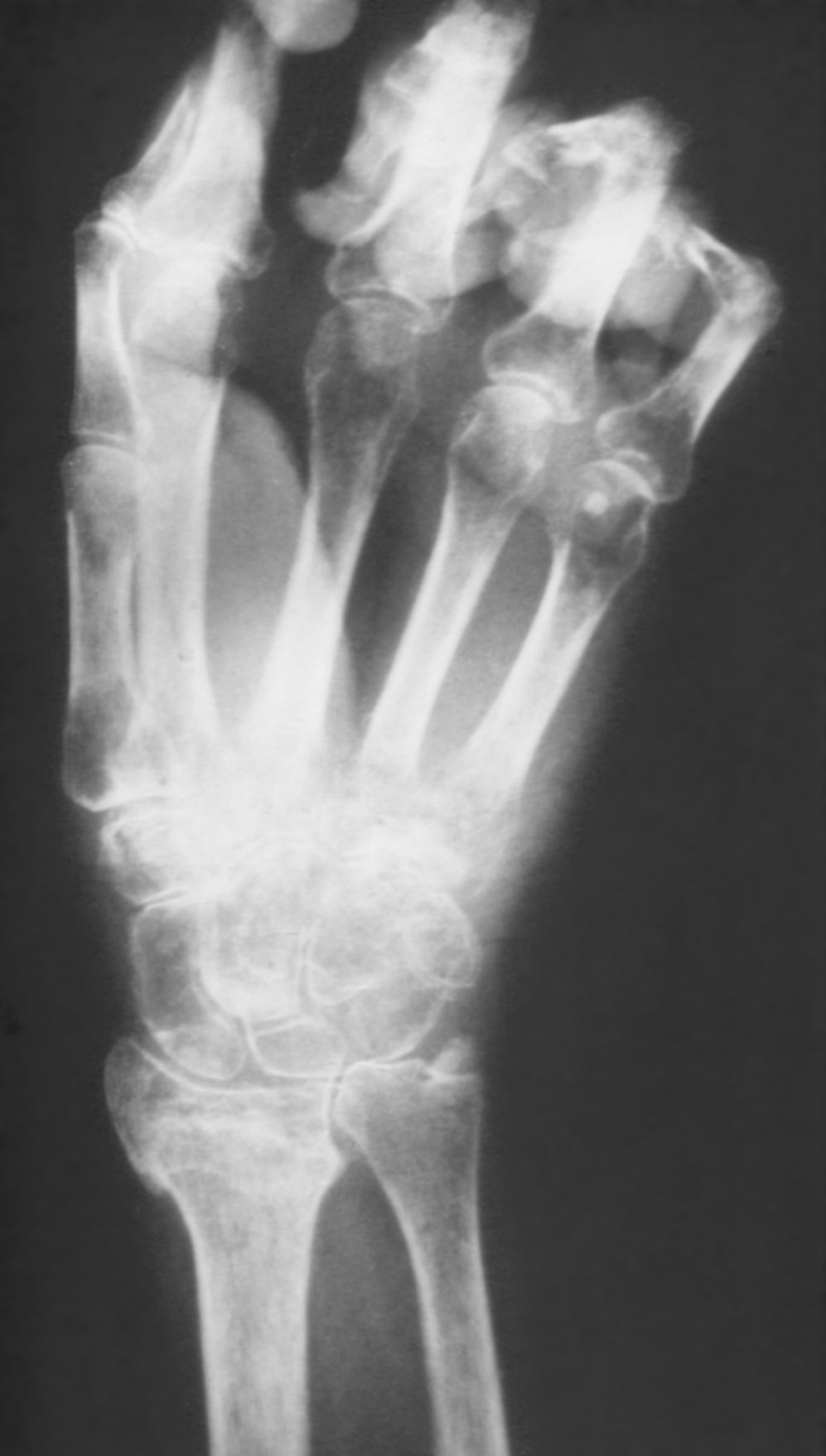
Obraz RTG nadgarstka i ręki w zespole CRPS kończyny górnej. Widoczny zrost po przebytym złamaniu części dalszej kości promieniowej, przebyte złamanie wyrostka rylcowatego kości łokciowej, osteoporoza kości nadgarstka, zmiany zwyrodnieniowe stawów nadgarstkowo-śródręcznych oraz przykurcze zgięciowe palców.

Kompleksowy zespół bólu regionalnego (ang. Complex Regional Pain Syndrome (CRPS)).
Nazywany czasami: 
zespół Sudecka,
zespół algodystroficzny,
zespół odruchowej dystrofii współczulnej,
zespół ramię-ręka,
kauzalgia,
zespół Steinbrockera,
zespół wieńcowo-łopatkowy,
pozawałowe stwardnienie palców.
CRPS to rzadki zespół chorobowy, charakteryzujący się bólem i obrzękiem kończyny, połączony z zaburzeniami krążenia w jej obrębie, zmianami troficznymi skóry i osteoporozą. Jest przewlekłą, przebiegającą z zaostrzeniami chorobą kończyn, zaliczaną do zespołów algodystroficznych.

## Epidemiologia
Średnia wieku dla zachorowania wynosi 42 lata, kobiety zapadają na chorobę 3 razy częściej niż mężczyźni.

## Etiologia
Uważa się, że przyczyną tego zespołu jest nieprawidłowa aktywność nerwów współczulnych unerwiających daną kończynę, która może być spowodowana następującymi przyczynami:
- urazy kończyn,
- choroby płuc, opłucnej i osierdzia
- choroba wieńcowa,
  - zawał mięśnia sercowego[2],
- udar mózgu,
- nieprawidłowo lub zbyt ciasno założony opatrunek gipsowy,
- choroby naczyniowe mózgu,
- odruchowa stymulacja współczulna,
- w przebiegu stosowania leków:
  - barbiturany,
  - cyklosporyna A,
  - leki przeciwgruźlicze.

W 1/3 przypadków tło jest nieznane.

## Przebieg kliniczny
Przebiega trójfazowo:
- faza I – parzący ból i obrzęk dystalnej części kończyny, którym towarzyszy  ocieplenie, nadmierna tkliwość skóry, wzmożone pocenie i często nadmierny porost włosów, ograniczone i bolesne ruchy w stawach
- faza II – pojawia się w przeciągu 3–6 miesięcy i przejawia się zanikami skóry – skóra staje się cienka, chłodna i ma błyszczący wygląd
- faza III – pojawia się po kolejnych 3–6 miesiącach, przejawia się dalszymi zmianami zanikowymi skóry, która się staje sucha i towarzyszą jej przykurcze w obrębie stawów, co powoduje szponowanty wygląd kończyny, w badaniu RTG kości stwierdza się obecność plamistego zaniku.

## Zapobieganie
Wykazano, że przyjmowanie witaminy C w dawce 500 mg na dzień zmniejsza ryzyko wystąpienia zespołu algodystroficznego w przypadku złamań w obrębie nadgarstka.

## Leczenie
Nie jest znane leczenie przyczynowe, dlatego stosuje się różne próby leczenia oparte na:
- farmakoterapii:
  - leki przeciwdepresyjne,
  - kortykosteroidy,
  - leki rozszerzające naczynia,
  - leki alfa-adrenolityczne (α-blokery),
  - leki beta-adrenolityczne (β-blokery),
  - miejscowe iniekcje lidokainy,
  - leki przeciwbólowe (np. NLPZ i sterydy),
- fizjoterapii:
  - TENS (ang. transcutaneous electrical nerve stimulation)
  - krioterapia
  - kinezyterapia
- leczenie przeciwobrzękowe, poprzez elewację (uniesienie) kończyny
- psychoterapii
- sympatektomii (uszkodzeniu unerwienia współczulnego) w najcięższych przypadkach takich jak niedokrwienie chorej kończyny, poprzez:
  - metody chirurgiczne
  - radioterapię
  - środki chemiczne